# Old Mother Riley at Home
Old Mother Riley at Home é um filme de comédia produzido no Reino Unido, dirigido por Oswald Mitchell e lançado em 1945.